# 米澤和代
米澤 和代（よねざわ かずよ、1984年9月17日 - ）は、元新潟放送 (BSN) アナウンサー。

## 人物
富山県富山市出身。
2008年5月〜シンガポール航空客室乗務員。
2009年4月、新潟放送にアナウンサーとして入社。BSNのラジオ・テレビ各番組に出演していたが2012年3月に新潟放送を退社（3年契約満了） TOEIC940

## 過去の担当番組
ラジオ
- 新潟日報ニュース（不定期）

テレビ
- Nスタ新潟（不定期）